# Manfred Steiner
Manfred Steiner (ur. 27 listopada 1962 w Wörgl) – austriacki skoczek narciarski. Najlepsze wyniki w Pucharze Świata osiągnął w sezonie 1983/1984 kiedy zajął 24. miejsce w klasyfikacji generalnej. W całej swojej karierze dwa razy stał na podium konkursów Pucharu Świata, raz był pierwszy i raz trzeci.
Największe sukcesy tego skoczka to drużynowe mistrzostwo świata juniorów wywalczone oraz brązowy medal zdobyty indywidualnie na tych samych mistrzostwach w Saalfelden am Steinernen Meer w 1988. Steiner startował także na zimowych igrzyskach olimpijskich w Sarajewie i zajął tam 41. miejsce na dużej skoczni.

## Puchar Świata w skokach narciarskich

### Miejsca w klasyfikacji generalnej
- sezon 1980/1981: 46.
- sezon 1981/1982: 38.
- sezon 1982/1983: 63.
- sezon 1983/1984: 24.

### Miejsca na podium chronologicznie
1. 21 stycznia 1984 Sapporo – 3. miejsce,
2. 22 stycznia 1984 Sapporo – 1. miejsce.

## Zimowe igrzyska olimpijskie
- Indywidualnie
  - 1984 Sarajewo (YUG) – 41. miejsce (duża skocznia)

## Mistrzostwa świata juniorów
- Indywidualnie
  - 1988 Saalfelden am Steinernen Meer (AUT) – 3. miejsce (normalna skocznia)
- Drużynowo
  - 1988 Saalfelden am Steinernen Meer (AUT) – 1. miejsce (normalna skocznia)